# Høstemark
Høstemark er en hovedgård i Mou Sogn 2½ km syd for Mou. Den nævnes første gang i 1521 og lå tidligere i Fleskum Herred, Ålborg Amt, Sejlflod Kommune.

## Ejere af Høstemark
- (1521-1536) Viborg Domkirke
- (1536-1665) Kronen
- (1665) Eggert Abildgaard
- (1665-1674) Mathias Foss
- (1674) Karen Mathiasdatter Foss gift Rosenstand
- (1674-1695) Peder Rosenstand
- (1695-1696) Karen Mathiasdatter Foss gift Rosenstand
- (1696-1702) Peter Klein
- (1702-1706) Peter Kleins dødsbo
- (1706-1707) Frederik von Buchwald
- (1707) Wulff von Buchwald
- (1707-1719) Berndt Fallenkamp
- (1719-1728) Eskild Wraae
- (1728-1746) Tøger Lassen
- (1746-1750) Karen Eskildsdatter Wraae gift Lassen
- (1750-1781) Peder Thøgersen Lassen
- (1781-1804) Margrethe Grotum Wirchmeister gift Lassen
- (1804-1813) Johan Michael de Neergaard
- (1813-1816) Poul Ferdinand Mourier / Peder Østergaard
- (1816-1820) Thyge Thygesen / N. Bassesen / Erik Christian Andreas Hvass
- (1820-1835) Erik Christian Andreas Hvass
- (1835-1839) Johanne Margrethe Johansdatter de Neergaard gift Hvass
- (1839-1842) Tyge Thygesen
- (1842-1854) Hans Jacob Arnold Branth
- (1854-1856) Hans Schou / C. Fraas
- (1856-1861) Phillip Davidsen
- (1861-1897) Hans Gustav Grüner
- (1897-1949) Konsortium (boende ejer Laust Nielsen)
- (1949-2001) Poul Richard Nielsen
- (2001-) Tage Nielsen

- Galleri
- Gammel Høstemark hovedgaard. Omkring 1950
- Gammel Høstemark hovedgaard. Omkring 1900
- Gammel Høstemark stue. Skabet med kronen til højre for døren findes der kun 2 af i Danmark.